# Antigenpeptid-Transporter
Der Antigenpeptid-Transporter (kurz TAP von Transporter associated with antigen processing) ist ein Proteinkomplex aus zwei Proteinen, der in der Membran des Endoplasmatischen Retikulum (ER) lokalisiert ist, und in Tieren und Pilzen vorkommt. TAP katalysiert den Import von Peptiden aus dem Cytosol in das Lumen des ER während der Antigenpräsentation. Es ist ein Transportprotein aus der Familie der ABC-Transporter.
Strukturell bildet das TAP-Protein ein Heterodimer, bestehend aus einer Transmembrandomäne und einer Nukleotidbindedomäne. Im Rahmen der Antigenpräsentation wird, sobald ein Antigen via TAP ins ER eingeschleust wird, das Peptid in die peptidbindende Tasche des MHC-Klasse I-Komplex eingelagert (falls es hineinpasst), und nach dem Export aus dem ER zur Zelloberfläche transportiert.
Mutationen im TAP1- oder TAP2-Gen können zu BLS1, einer seltenen Störung des Immunsystems führen.